# Reuzenmanta
De reuzenmanta (Mobula birostris) is de grootste bekende rog en behoort tot de kraakbeenvissen en de familie Mobulidae (duivelsroggen). Soms wordt de manta ook wel grote duivelsrog genoemd.

## Algemeen
Met een spanwijdte tot 7 meter weegt de reuzenmanta tot maximaal 3000 kg. De lengte is gemiddeld 4,5 meter en kan tot ruim 9 meter bedragen. De reuzenmanta doet er 6 tot 8 jaar over voor hij volwassen is en meet dan 3,8 tot 4,5 meter. De mond zit niet aan de onderkant, zoals bij andere roggen, maar min of meer aan de voorkant. De bovenkant is meestal zwart of blauw en de onderkant wit. De borstvinnen zijn toegespitst driehoekig en aan de voorstandige mond bevinden zich vlezige kopflappen. Uit onderzoek is gebleken dat reuzenmanta's zeer slim zijn, maar het is nog niet duidelijk of ze ook een bewustzijn hebben.

## Eten en leefwijze
De reuzenmanta voedt zich met plankton en kleine visjes die hij uit het water filtert. Daarvoor hebben ze grote vlezige kopflappen, die als een trechter het water de mond binnenleiden. Het water verlaat het lichaam weer via de kieuwspleten, nadat de voedseldiertjes eruit werden gefilterd door kieuwzeefborstels. Het voedsel, dat bestaat uit kleine scholenvisjes en planktondiertjes, wordt daarna doorgeslikt. Bij bedreiging kunnen deze traag ogende dieren heel snel accelereren, waarbij ze zelfs hoog uit het water kunnen opspringen. Ze zijn ongevaarlijk, ondanks hun vreesaanjagende uiterlijk. Hun vijanden zijn, naast de mens, grote haaien en orka's.

## Voortplanting
Manta's brengen in tegenstelling tot andere roggen hun jongen volledig ontwikkeld ter wereld. De geschatte maximale leeftijd is 20 jaar. Om te kunnen paren moeten de mannetjes ondersteboven onder het vrouwtje gaan zwemmen en hun copulatieorgaan in de cloaca van het vrouwtje inbrengen. Een worp bestaat meestal uit 1 of 2 jongen, die bij de geboorte al 1,2 meter breed zijn.

## Verspreiding en leefgebied
De manta komt voor tussen de 35° N en 35° Z breedtegraad in alle tropische en sub-tropische oceanen. In de zomer komen ze ook wel vlak bij de kust.

## Relatie tot de mens
In de Australische en Amerikaanse wateren is in het verleden wel gevist op manta's voor hun huiden en levertraan. Tegenwoordig wordt daar weinig op manta's gevist.
In de Filipijnen wordt het vlees van de vis als een delicatesse beschouwd.
Op plaatsen waar de manta regelmatig wordt aangetroffen is duiktoerisme populair, dit heeft waarschijnlijk bijgedragen aan het bewust worden van hun kwetsbare status. Door hun grootte zijn naast de mens alleen grote haaien en orka's een bedreiging voor reuzenmanta's.

### Huidige status en bescherming
Aanvullend onderzoek is nodig om de omvang te bepalen van de gerichte visserij en het effect van bijvangsten bij de beroepsvisserij. Er zijn sterke aanwijzingen dat er, ondanks bestaande wetgeving en visserijbeperkingen die bedoeld zijn om de manta's te beschermen, een gerichte visserij bestaat op manta's (en andere duivelsroggen) in de wateren rond de Filipijnen, Mexico, Mozambique, Madagaskar, India, Sri Lanka, Brazilië, Tanzania en Indonesië. De vraag naar vinnen, lever en kieuwbogen van de reuzenmanta neemt toe, vooral door gebruik in traditionele, Chinese medicijnen. Daarom staat de reuzenmanta als 'bedreigd' op de internationale rode lijst.
Het Verdrag van Cartagena en het SPAW-protocol verbieden in het Caribisch gebied het doden, beschadigen of commercieel verhandelen van deze vissen.